# L'Arsenal à musique
L’Arsenal à musique est un organisme musical voué à la jeunesse dont le siège social est à Ville Mont-Royal, Québec, Canada.

## Historique

### Origine
Lorena Corradi et Reggi Ettore, diplômés du Conservatoire de Musique Giuseppe Verdi de Milan arrivent en 1976 à Montréal. En 1978, ils créent L'Arsenal à musique dont la mission est de sensibiliser les jeunes à de nouvelles approches musicales en leur offrant des concerts stimulant leur curiosité et leur créativité,.

### Essor de l’organisme
Pour la création des spectacles, les deux directeurs artistiques s'entourent de compositeurs,, auteurs, metteurs en scène, chorégraphes et artistes de nouveaux médias. Dans le début des années 1980, L'Arsenal crée cinq spectacles et sillonne avec le Québec et le Canada. En 1989, une résidence de création à Paris avec les sculpteurs Baschet amène à la conception de deux nouveaux spectacles: Ma disquette et L'Homme Invisible. Ces deux spectacles, qui combinent les Sculptures Sonores Baschet à de l'équipement électronique, ont pour but d'initier les enfants à la musique contemporaine.
En 1993, en collaboration avec le compositeur Yves Daoust, l'auteur Gilbert Dupuis et la compagnie multimédia Écran Humain, L'Arsenal à musique crée le spectacle Trip Tympan.

### Début de la collaboration avec les orchestres symphoniques
En 1997, débute la collaboration avec des orchestres symphoniques et des orchestres de chambre au Québec. L’Arsenal met en scène Le Carnaval des animaux de Camille Saint-Saëns et présente ce spectacle pour la première fois avec l'Orchestre symphonique de Montréal dirigé par Charles Dutoit. Ce spectacle marquera pour l’OSM le début de son volet jeunesse-famille. Ce concert/spectacle est, par la suite, présenté avec plusieurs autres orchestres symphoniques au Québec, au Canada, aux États-Unis et en Asie,.

### L’année 2000: Le Multimédia
L’Arsenal crée Planète Baobab (inspiré du Petit Prince de Saint-Exupéry), une œuvre musicale multimédia pour orchestres et solistes électroacoustiques qui s’adresse au jeune public et à la famille. La musique est composée par Denis Gougeon et Yves Daoust, et le contenu multimédia est réalisé par des collaborateurs d’Ex Machina. La première représentation est interprétée au Grand Théâtre de Québec par l'Orchestre symphonique de Québec, Lorena Corradi et Reggi Ettore. Depuis, ce spectacle a été présenté avec les orchestres de Montréal, Québec, Laval, Trois-Rivières, Saguenay, Lac-Saint-Jean, Drummondville, Sherbrooke, Calgary, Hamilton, Ottawa, Vancouver et Winnipeg,. 
La même année, L’Arsenal participe à la Symphonie du Millénaire à Montréal, œuvre collective de 19 compositeurs pour 333 musiciens, 2 000 carillonneurs, 15 clochers, un grand orgue, un carillon de 56 cloches et deux camions de pompiers.

### L’Arsenal a 30 ans
L’Arsenal crée deux spectacles : Le Clan des Oiseaux et L'Arche. Le Clan des Oiseaux est une œuvre originale créée en coproduction avec l’Orchestre symphonique de Québec et commanditée par la Société des Festivités du 400e anniversaire de Québec. Ce spectacle évoque la rencontre entre les Amérindiens et les nouveaux arrivants européens, il y a quatre siècles. Pour la conception, L’Arsenal s’est associé à des collaborateurs : Denis Dion, compositeur, Christine Sioui-Wawanoloath, poétesse, illustratrice et auteure de conte d’origine amérindienne, Marie-Josée Bastien, metteure en scène, la compagnie de danse : Le Fils d'Adrien Danse, et Jacques Colin et François Couture pour le multimédia.  
L’Arche est une œuvre originale qui pose un regard sur le fragile équilibre entre l’Homme et la Nature et qui intègre à la fois, musique, arts circassiens et multimédia. La musique est composée par Denis Gougeon et Merlin Ettore, la mise en scène par Julie Lachance, la conception multimédia Pier Chartrand et Lucion Média, et le conseiller à la création Pascal Jacob. La première a été présentée à la Tohu à Montréal. 

### 2010: Année internationale de la biodiversité
Parrainé par la Commission canadienne pour l'UNESCO, le Secrétariat de la Convention sur la Biodiversité de l’ONU et Environnement Canada, le spectacle L’Arche est présenté à Montréal, à la salle Pierre-Mercure pour marquer le lancement de l’Année internationale de la biodiversité.

### Collaboration avec la ville Mont-Royal
Dans le cadre des festivités du centenaire de la création de Ville Mont-Royal, L’Arsenal à musique a produit le spectacle de clôture des célébrations entourant cet évènement. « Ponctués par Mireille Deyglun et André Robitaille, les maitres de cette cérémonie collective, onze tableaux se sont succédé qui chacun racontait des moments chronologiques ou immatériels de la vie de la ville. Cent années ont ainsi défilé en évoquant par exemple, les saisons et la fête estivale, l’industrialisation et la gare, les melons et les églises... »

### Les autres spectacles
26 productions originales dont: 
- Comme un frisson dans le do! : conte orignal multimédia écrit par François Lavallée sur une musique de Camille Saint-Saëns, Paul Dukas, Bedřich Smetana[6];
- Alice: inspirée d'Alice aux pays des merveilles de Lewis Caroll sur une musique originale de Denis Gougeon et Yves Daoust. Ce spectacle a été présenté en français, en anglais, en italien et en mandarin;
- Concert Comic[26]: une coproduction avec le Teatro Pubblico Pugliese, mise en scène en Italie par Enzo Toma[27], sur un livret de Francesco Nicolini et mise en scène dans sa version québécoise par Yves Deganais[28];
- L’Usine des sons[2]: spectacle mettant en scène deux percussionnistes utilisant les Sculptures Sonores Baschet[9].

### Tournées à l’international
Les productions de L’Arsenal ont été présentées devant plus de 3 millions de spectateurs en Amérique du Nord et du Sud, en Europe et en Asie.

## Prix
- 2015: 	Prix RIDEAU/ROSEQ de la meilleure production jeunesse[33].
- 2010	: Prix Opus du rayonnement[34] à l’étranger décerné par le Conseil québécois de la musique.
- 2001	: Prix Opus Concert de l’année Jeune public avec Planète Baobab[35], décerné par le Conseil québécois de la musique